# Ensemble récursif

Un ensemble dont un ordinateur peut, pour tous les entiers, déterminer l'appartenance ou non, est un ensemble récursif.

En théorie de la calculabilité, un ensemble récursif ou ensemble décidable est un ensemble d'entiers (ou d'éléments facilement codables dans les entiers) dont la fonction caractéristique est une fonction récursive au sens de la logique mathématique.
En d'autres termes, un ensemble {\displaystyle E} est récursif si, et seulement si, il existe une machine de Turing {\displaystyle T} (un programme informatique) permettant de déterminer en un temps fini si un entier quelconque est dans {\displaystyle E} ou pas.
Ce type d'ensemble correspond à un concept effectif de John R. Myhill, qui sont les concepts qui peuvent être définis extensivement et sans ambiguïté. La notion d'ensemble récursivement énumérable (non récursif) est plutôt un concept constructif, dont le contenu se précise et se comprend de mieux en mieux avec le temps, sans qu'il soit jamais possible de le cerner complètement.

## Définition en termes de système formel
Dans la terminologie des systèmes formels, la définition suivante est équivalente :

## Propriétés
- Un ensemble A est récursif si et seulement si A et son complémentaire sont récursivement énumérables.
- Si A et B sont récursifs, alors A ∩ B et A ∪ B sont récursifs.

## Exemples
Les ensembles suivants sont récursifs :
- tout ensemble fini (l'ensemble vide ∅ étant un exemple trivial) ;
- l'ensemble des multiples d'un entier {\displaystyle k} (les nombres entiers, les nombres pairs, etc.) ;
- l'ensemble des nombres premiers ;
- l'ensemble des solutions d'une équation diophantienne donnée.

Les ensembles suivants sont récursivement énumérables mais pas récursifs :
- l'ensemble des équations diophantiennes qui ont une solution entière ;
- l'ensemble des programmes qui s'arrêtent (les programmes qui ne tournent pas indéfiniment) : voir « Problème de l'arrêt ».

On ne sait actuellement toujours pas si le multiensemble des termes de la suite de Syracuse de terme initial {\displaystyle u_{0}=k} est récursif pour {\displaystyle k>0} quelconque (sous-entendu : {\displaystyle k} entier).
La conjecture de Syracuse prétend le contraire, mais reste encore à ce jour indémontrée. En revanche, il est récursivement énumérable par définition.